# 头九节
头九节（学名：Cephaelis laui）为茜草科头九节属下的一个种。